# Ishania vacua
Ishania vacua là một loài nhện trong họ Zodariidae.
Loài này thuộc chi Ishania. Ishania vacua được Rudy Jocqué & Léon Baert miêu tả năm 2002.